# 小林貞治
小林 貞治（こばやし ていじ、1896年（明治29年）6月17日 - 1973年（昭和48年）1月26日）は、埼玉県の経営者、政治家。飯能木材工業株式会社社長。

## 経歴
- 1949年　飯能町体育協会初代会長となる。
- 1952年4月　飯能町長となる。
- 1953年　飯能町体育協会会長辞任
- 1954年1月　市制施行、飯能市長となる。
- 1954年4月　元加治事件、日本セメント誘致問題で市長不信任案が可決、飯能市長辞任
- 1971年　著書「越えて来た道 : 飯能と共に七十五年」が出版

## 著書
- 「越えて来た道 : 飯能と共に七十五年」(1971年、日刊木材新聞社)

1970年7月下旬から9月上旬にかけて37回にわたり『日刊木材新聞』に連載した「私の経歴を語る」(口述筆記)を整理、補訂し、新たに書きおろしたもの 。